# Măgirești
Măgirești è un comune della Romania di 4 522 abitanti, ubicato nel distretto di Bacău, nella regione storica della Moldavia.
Il comune è formato dall'unione di 5 villaggi: Măgirești, Prăjești, Stănești, Șesuri, Valea Arinilor.
Interessante la chiesa dedicata alla nascita di Maria (Nașterea Maicii Domnului) ricostruita nel 1985 sul sito di un edificio preesistente del XIX secolo.

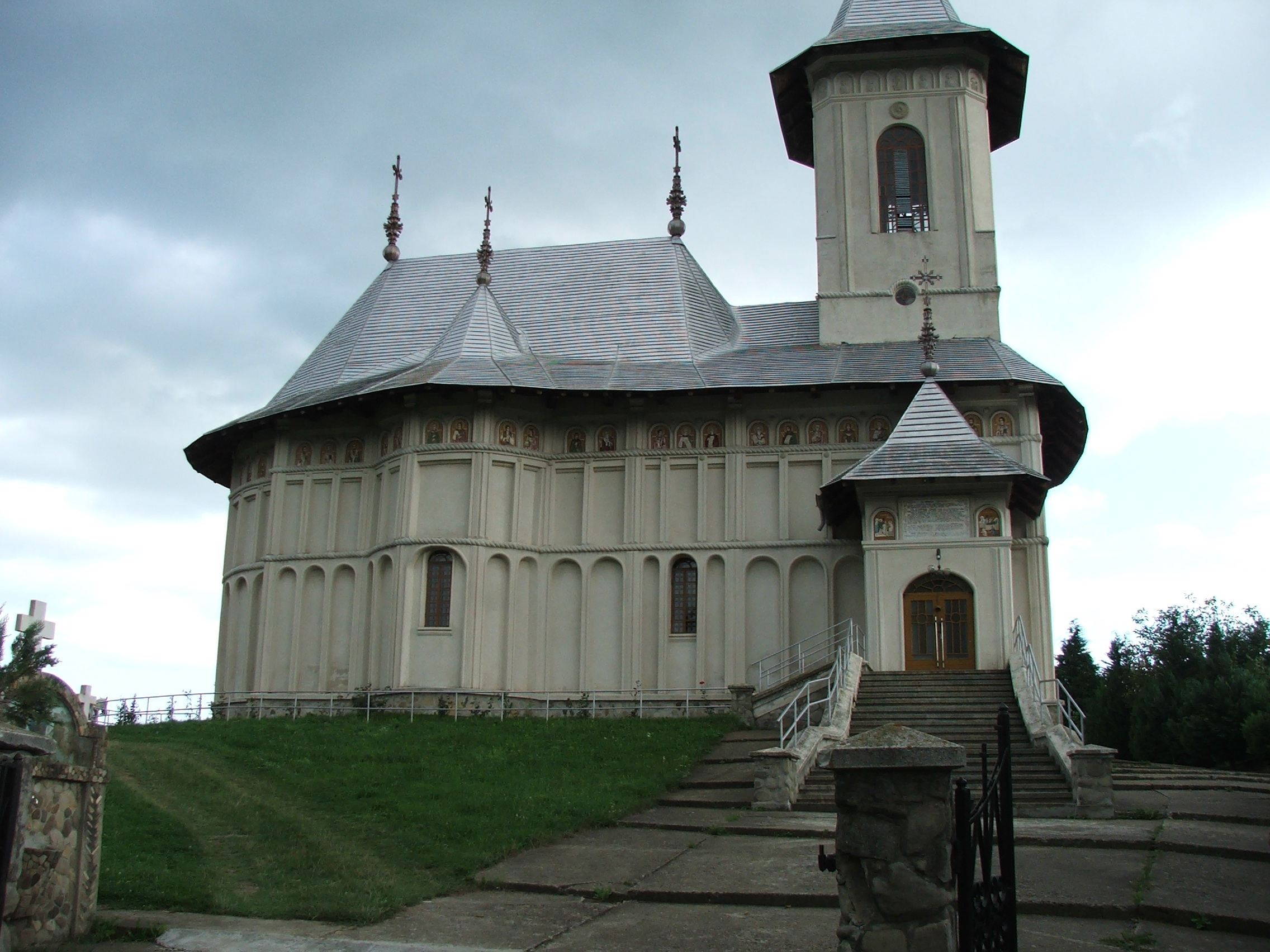
La chiesa della Nascita di Maria